# Secret Messages
Secret Messages è l'undicesimo album in studio del gruppo musicale rock britannico Electric Light Orchestra, pubblicato nel 1983.

## Tracce
Lato A
1. Secret Messages – 4:44
2. Loser Gone Wild – 5:27
3. Bluebird – 4:13
4. Take Me On and On – 4:57
5. Time After Time – 4:03

Lato B
1. Four Little Diamonds – 4:05
2. Stranger – 4:27
3. Danger Ahead – 3:52
4. Letter from Spain – 2:51
5. Train of Gold – 4:20
6. Rock 'n' Roll Is King – 3:49

## Formazione
- Jeff Lynne – voce, cori, chitarra, sintetizzatore, basso, piano, percussioni
- Bev Bevan – batteria, percussioni
- Richard Tandy – sintetizzatore, piano, armonica
- Kelly Groucutt – basso, cori